# Mammografia

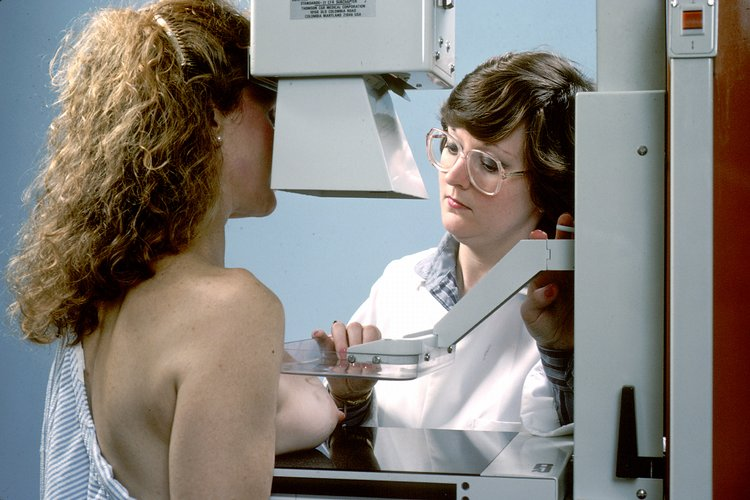
Badanie mammograficzne

Mammografia – radiologiczna metoda badania piersi u kobiet. Polega na wykonaniu serii zdjęć sutka przy użyciu promieni rentgenowskich. Jej zdolność do uwidoczniania szeregu charakterystycznych zmian pozwala na wczesne rozpoznanie raka oraz innych patologii sutka, zanim staną się one jawne klinicznie.
Rak sutka w stadium ograniczonym do narządu ma zdecydowanie lepsze rokowanie niż choroba zaawansowana (czyli rozsiana lub uogólniona): z zajęciem regionalnych węzłów chłonnych albo przy przerzutach odległych. Uzasadnia to stosowanie mammografii jako badania przesiewowego w  grupach szczególnie narażonych na rozwój tego nowotworu. Udowodniono, że regularne wykonywanie procedury obniża umieralność z powodu raka piersi. Mammografię uznaje się za badanie skuteczne, ekonomicznie opłacalne i bezpieczne dla pacjentek.
W ciągu ostatnich kilkudziesięciu lat mammografia spotykała się również z wieloma głosami krytyki. Większość kobiet odczuwa dyskomfort podczas badania z powodu wywieranego ucisku; dla niektórych jest to doświadczenie bolesne. Duża czułość aparatu powoduje, że większość z identyfikowanych zmian nie ma histopatologicznych cech złośliwości. Rezultaty fałszywie pozytywne wymagają za każdym razem przeprowadzania dalszych badań, czasem łącznie z biopsją samego gruczołu. Randomizowane próby kliniczne, które miały potwierdzić skuteczność procedury, wielokrotnie kwestionowano, między innymi z powodu nieistotności statystycznej wyników.

## Rys historyczny
Chirurg z Berlina, Albert Salomon, w 1913 roku jako pierwszy rozpoczął studia nad przydatnością badań rentgenowskich w obrazowaniu gruczołu sutkowego. Jego prace z wykorzystaniem preparatów po mastektomii stanowiły inspirację dla kolejnych badaczy: O. Kleinschmidta, W. Vogla, J. Goyanesa, S.L. Warrena oraz Gershon-Cohena. Pierwsze, dobrze udokumentowane badania kliniczne prowadził Raoul Leborgne, lekarz z Montevideo od 1940 r. Jego rozważania nad szczegółami technicznymi oraz szczegółowe analizy wyników stały się w latach 60. podstawą prac autorstwa F.B. Baclesse’a, A. Willemina oraz Ch. Grosa. Gros zaprojektował też pierwszy aparat przeznaczony wyłącznie do prześwietlania piersi, tzw. senograf (fr. sénographe). W Ameryce pokrewną technikę spopularyzował Robert Egan, autor szczegółowych wytycznych dot. samej procedury. Dalsze prace koncentrowały się nad zmniejszeniem potrzebnej dawki promieniowania przy zachowaniu dobrej rozdzielczości obrazu.
Autorami koncepcji użycia mammografii jako powszechnie dostępnego badania przesiewowego w kierunku raka sutka byli dwaj Szwedzi: L. Tabar and P. Dean, którzy opublikowali raporty obejmujące łącznie ponad 130 tys. pacjentek. Pierwsza randomizowana próba kliniczna rozpoczęła się na terenie Nowego Jorku w 1963 (Health Insurance Plan, inaczej HIP Trial). Wyniki wykazały 23% spadek umieralności na raka piersi wśród uczestniczek badania (wynik istotny statystycznie). Otworzyło to drogę do wcielenia tych zaleceń na szeroką skalę oraz podjęcia dalszych analiz, mających wyjaśnić zgłaszane wątpliwości.
Następną innowacją było dostosowanie do potrzeb badań piersi kobiecych techniki MRI. Z powodu małej swoistości i wysokich kosztów rezonans magnetyczny pozostał jednak metodą wysoko specjalistyczną. Wcześniej wypróbowywano już w podobnych celach USG, kserografię i metody detekcji termalnej. Kampanie medialne na rzecz screeningu w Europie zainicjowano po uchwaleniu programu Europe against Cancer przez Unię Europejską w 1987 r. Na początku lat 90. rozpoczęły się prace nad zastosowaniem w mammografii technik detekcji cyfrowej. Choć nie stwierdzono do tej pory większej skuteczności urządzeń tego typu, w USA od 2005 zaczęły stopniowo wypierać z rynku rozwiązania analogowe.
Od momentu upowszechnienia się diagnostyki mammograficznej w latach 80. pojawiło się wiele głosów krytyki. Niepokój wzbudzał brak istotnych statystycznie efektów w wielu badaniach RCT oraz utrzymywanie się ogólnej umieralności w populacjach poddanym screeningowi na stałym poziomie. Zastrzeżenia wywołało również upolitycznienie dyskusji nad zasadnością obowiązujących zaleceń oraz brak rzetelnych relacji prasowych. Przełomowym momentem stała się publikacja pierwszej wersji metaanalizy autorstwa dwójki badaczy z Nordic Cochrane Centre (skandynawskiej filii Cochrane Collaboration): Petera Gotzschego i O. Olsena. Poddali oni dostępne opracowania rygorystycznej weryfikacji, wykazując ostatecznie brak korzyści, związanych z prowadzeniem screeningu mammograficznego. Problem został nagłośniony przez media i przyczynił się do wydania wspólnego oświadczenia (Global Summit on Mammographic Screening, Włochy 2002) przez grono zwolenników prowadzenia takiej diagnostyki. W kolejnych, poprawianych i uzupełnianych wersjach raportu badacze z Cochrane Collaboration trwali przy swoim stanowisku.
Obraz historii prac byłby niepełny bez uwzględnienia postępów odnotowanych w odmiennych metodach diagnostycznych oraz leczeniu chorób nowotworowych. Obecnie uważa się, że istnieją możliwości całkowitego wyleczenia 2 na każde 3 przypadki raka. Odejście od zabiegów chirurgicznych na rzecz biopsji cienko- oraz gruboigłowych zmniejszyło inwazyjność badań wykonywanych u kobiet ze wstępnym wynikiem pozytywnym. Badania molekularne umożliwiły identyfikację przerzutów niezauważalnych tradycyjnymi metodami mikroskopowymi oraz profilowanie genetyczne komórek nowotworowych. Również zasady prowadzenia badań klinicznych podlegają nieustannej ewolucji. Z powyższych powodów definicja oraz sposób klasyfikacji (określania stopnia zaawansowania klinicznego) zmieniły się dramatycznie na przestrzeni ostatnich trzech dekad. Studiując zarówno pierwotne wyniki badań, jak i wtórne opracowania należy mieć na uwadze powyższe powiązania.
Badania przesiewowe na raka piersi aktualnie są wprowadzane we wszystkich krajach członkowskich Unii Europejskiej, zgodnie z zaleceniem Komisji Europejskiej (2003/878/EC) oraz rezolucjami Parlamentu Europejskiego z 2003 i 2006 roku.

## Zagadnienia techniczne
Głównym celem prowadzenia diagnostyki mammograficznej jest wykrycie u osób bez widocznych objawów chorobowych nowotworów piersi we wczesnym stadium. Jest to możliwe dzięki różnicom w pochłanianiu promieni rentgenowskich przez poszczególne tkanki organizmu. W miejscach rozwoju raka przewodowego tworzą się mikrozwapnienia, które na kliszy radiograficznej uwidaczniają się w postaci układów białych plamek. W grupie osób z wynikiem pozytywnym stosuje się inne diagnostyczne metody obrazowania piersi (ang. diagnostic breast imaging), które mają doprowadzić do postawienia ostatecznego rozpoznania. W wypadkach niepewnych wykonuje się biopsję zmiany.

### Aparatura analogowa: zasady działania

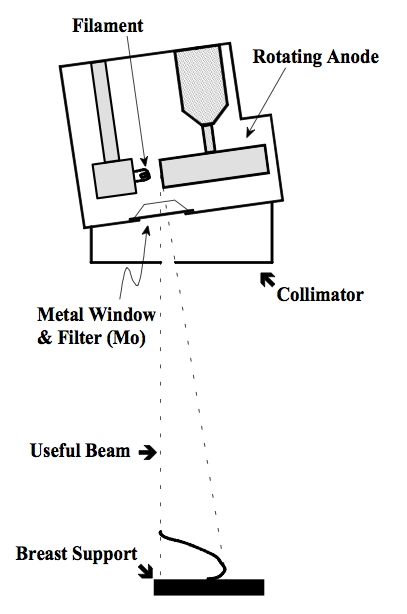
Schemat mammografu analogowego.

Badania wykonuje się aparatem, wyposażonym w lampę, która wytwarza wysokie napięcie (ang. peak kilovoltage) rzędu 25–40 kVp (zakres promieniowania miękkiego). Mniejsza wartość kVp generuje fale dłuższe, lepiej penetrujące tkanki miękkie, ale zwiększające również wielkość pochłoniętej dawki. Aparaty generujące ponad 30 kVp cechują się zaś znacznie gorszym kontrastem. Generalnie kVp jest wartością stałą dla danego instrumentu, a technik reguluje tylko rozmiar ładunku elektrycznego w obwodzie (wyrażonego w miliamperosekundach, mAs).
Rozpędzone elektrony trafiają w cel, gdzie pobudzają emisję promieni rentgenowskich. Wytworzona wiązka przechodzi przez kolimator, który czyni jej przebieg uporządkowanym. Przenika ona następnie przez pierś, trafiając na płytkę z detektorem. Detektor wzmacnia uzyskany obraz, a obwód automatycznej kontroli czasu ekspozycji (ang. automatic exposure control, AEC) wyłącza lampę w odpowiednim momencie.
Szczegółowe rozwiązania techniczne podlegają odpowiednim regulacjom technicznym. W Polsce przykładowo ekspozycja referencyjna na promieniowanie nie może przekraczać 2,5 mGy. Negatoskop (służący do oglądania klisz) powinien mieć iluminację rzędu 3000–6000 cd/m².

### Aparatura cyfrowa

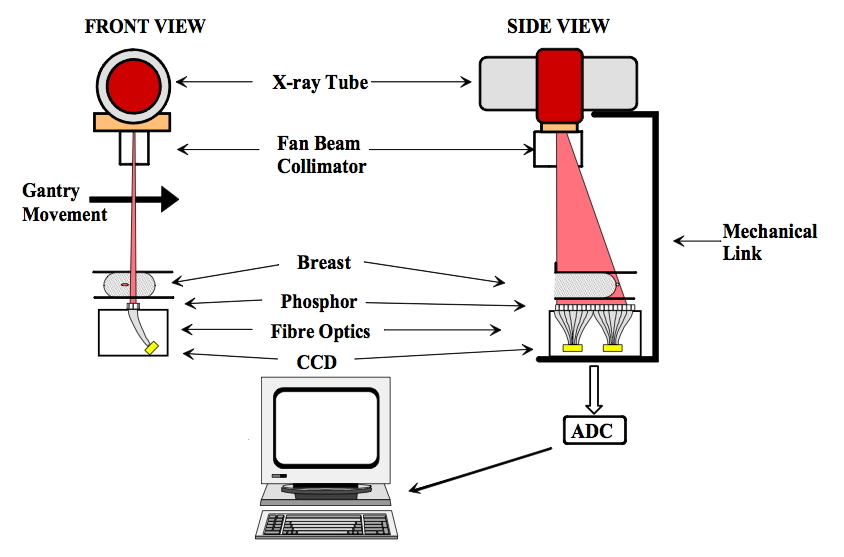
Schemat mammografu cyfrowego

W ostatnich czasach rozwój technik komputerowej transmisji danych wymuszał dostosowanie badań radiologicznych do standardów cyfrowych. Rozwój aparatów posiadających detektor cyfrowy (ang. digital mammography a. Full Field Digital Mammography, FFDM) datuje się od 2000 roku, kiedy to amerykańska Agencja Żywności i Leków (FDA) zarejestrowała pierwsze urządzenie tego typu. Obecnie około 80% zdjęć w Ameryce jest wykonywanych techniką cyfrową.
Zalety mammografii cyfrowej nie są jednak oczywiste. Większy kontrast oraz rozdzielczość tonalna obrazu (tutaj: ilość odcieni szarości, które można na nim rozróżnić) nie przekładają się na lepszą skuteczność diagnostyczną. Największą przewagą będzie zatem usprawniona logistyka oraz łatwiejsze zarządzanie archiwum danych. Intensywny rozwój oprogramowania, w tym algorytmów automatycznego rozpoznawania zmian podejrzanych o złośliwość sugeruje, że w najbliższym czasie wejdzie w życie jeszcze wiele usprawnień. Niemniej jednak obecnie analiza zdjęć cyfrowych zajmuje radiologom więcej czasu, a odsetek wyników fałszywie pozytywnych jest większy.
Głównym warunkiem dopuszczenia aparatury cyfrowej do obrotu powinno być potwierdzenie, że gwarantuje ona jakość obrazu porównywalną z instrumentami analogowymi bez zwiększenia dawki promieniowania. Pierwotnie modele aparatów dostępne na terenie Stanów Zjednoczonych miały być poddane każdorazowo testom porównawczym, jednak wobec presji ze strony środowiska radiologicznego oraz lobby producentów FDA nie wprowadziła tego rozporządzenia w życie. Do najważniejszych badań klinicznych z udziałem mammografów cyfrowych należą:
- Colorado/ Massachusetts trial[43] i Oslo I[44]: w obu jakość zdjęć wykonywanych obiema technikami była porównywalna;
- Digital Mammographic Imaging Screening Trial (DMIST)[45][46]: mammografia cyfrowa, porównywalna z techniką analogową, okazała się skuteczniej obrazować zmiany w pewnych podgrupach – np. u młodszych kobiet z piersiami nieprzejrzystymi radiologicznie (tzw. „gęste piersi”; stosunkowo mała zawartość tkanki tłuszczowej).
- Oslo II[47][48]: badanie z randomizacją, które wykazało dla mammografii cyfrowej zwiększenie odsetka wykrytych zmian nowotworowych bez wzrostu wskaźnika czułości diagnostycznej (wiele kobiet otrzymywało wynik fałszywie pozytywny)

### Mammobusy

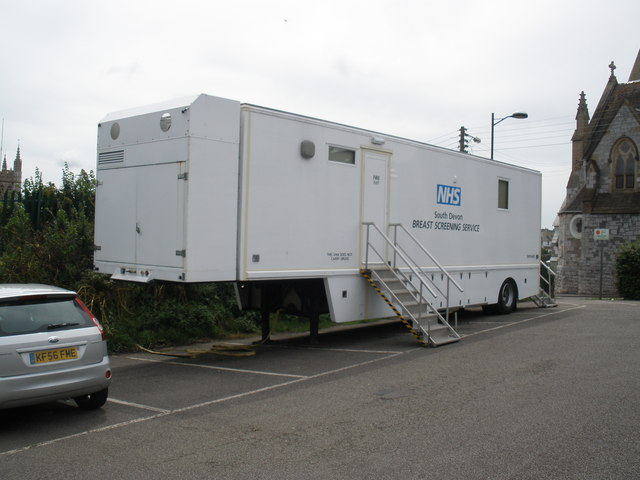
Naczepa z mammografem

Mammobus jest samochodem ciężarowym (ciągnik siodłowy) z naczepą, w której zamontowano aparat mammograficzny. Jednostka taka jest mobilną wersją ośrodka diagnostycznego, spełniającą wymogi techniczne obowiązujące w danym kraju. Umożliwia dostęp do badań przesiewowych ludności żyjącej na terenach wiejskich oraz małych miastach, gdzie brakuje wyspecjalizowanych przychodni ginekologicznych/onkologicznych. W krajach anglojęzycznych ważnym atutem bywa również brak odpłatności za badanie, niezależnie od rodzaju posiadanego ubezpieczenia zdrowotnego.

### Radiografia preparatów biopsyjnych
Aparatura mammograficzna (bądź o zbliżonej konstrukcji) umożliwia prześwietlanie wycinków pobranych podczas biopsji piersi. Jest to standardowa procedura mająca potwierdzić, że fragment tkanki zawiera zmiany zaobserwowane w RTG.

### Obowiązujące regulacje prawne
Program medyczny realizowany na tak dużej populacji jak w przypadku mammografii wymaga wydajnych mechanizmów współpracy między ośrodkami, integracji danych napływających z poszczególnych województw oraz systematycznej kontroli świadczonych usług. W Polsce obowiązki te pełni Centralny Ośrodek Koordynujący Populacyjnego programu wczesnego wykrywania raka piersi. Transmisja danych odbywa się w ramach Systemu Informatycznego Monitorowania Profilaktyki (SIMP). Standardy sprzętu medycznego muszą być zgodne z wytycznymi Komisji Europejskiej (sporządzonymi we współpracy ze organizacjami międzynarodowymi: EUREF, EBCN i EUSOMA). Wyniki kontroli jakości są publicznie dostępne.
W Stanach Zjednoczonych podobną rolę kluczowej regulacji prawnej odgrywa Mammography Quality Standards Act (MQSA). Rejestr usług oraz kontrolę jakości prowadzą w imieniu FDA odpowiednie jednostki akredytacyjne (American College of Radiology oraz organy rządowe).

## Przebieg procedury
Podczas badania pacjentka jest proszona o umieszczenie kolejno każdej z piersi na podstawce z detektorem. Dociska się ją następnie z umiarkowaną siłą od góry płytką kompresyjną. To mało komfortowe rozwiązanie służy następującym celom:
- zmniejszeniu warstwy tkanki, przez którą przenikają promienie (większy kontrast, możliwość ograniczenia dawki promieniowania potrzebnej do penetracji)
- zwiększeniu powierzchni zajmowanej przez pierś na kliszy (lepsza rozdzielczość)
- zapobieganie rozmyciu obrazu przy nieumyślnym poruszeniu (większy kontrast)
- usunięciu pęcherzy powietrza spod płytki (brak „martwych pól”, zaciemniających niektóre fragmenty)[37]
- utrzymaniu odpowiedniej orientacji anatomicznej (możliwość dokładnego wyznaczenia położenia zmian).

Łącznie dzięki temu wszelkie podejrzane zmiany są łatwiejsze do odróżnienia. Dwiema podstawowymi projekcjami są: skośna przyśrodkowo-boczna (ang. mediolateral oblique, MLO) oraz głowowo-ogonowa (ang. craniocaudal, CC – czyli klasyczna „góra–dół”). Standardowo uzyskuje się cztery fotografie.
Obraz piersi kobiety zmienia się wraz z wiekiem, więc pożądane jest dostarczenie poprzednich zdjęć w celach porównawczych. Aparatura używana w różnych ośrodkach posiada odmienne parametry – z tego powodu badania warto wykonywać stale w tym samym punkcie. Pacjentkom zaleca się nie używanie w dniu badania dezodorantów, mleczek kosmetycznych oraz talku. Substancje te mogą zostać uwidocznione na kliszy w postaci artefaktów, imitujących mikrozwapnienia .
Aby programy populacyjne były skuteczne, musi w nich uczestniczyć odpowiedni odsetek wszystkich kobiet uprawnionych do badania. Z tego względu lekarz pierwszego kontaktu powinien mobilizować pacjentki do ich wykonania. Przedyskutowanie wątpliwości daje szczególnie dobre wyniki u osób narażonych szczególnie na rozwój choroby; lęk przed badaniem występuje w tej grupie zdecydowanie częściej.

## Wyniki badania

### Opis zdjęcia

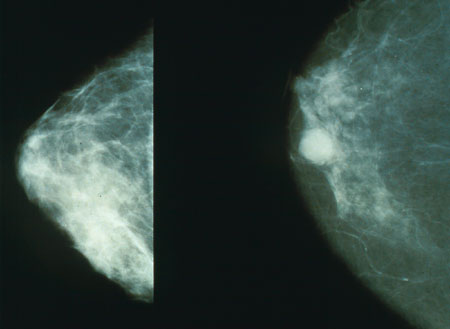
Obraz mammograficzny: normalny (po lewej) i z nowotworem (po prawej)

Zdjęcia pozwalają uwidocznić prawidłowe struktury gruczołu sutkowego: tkankę gruczołową z podścieliskiem łącznotkankowym, więzadło wieszadłowe Coopera, tkankę tłuszczową, pojedyncze naczynia krwionośne, węzły chłonne, okolicę brodawki sutkowej i skórę (po odpowiednim retuszu). Standardowe projekcje ukazują zawartość gruczołu w całej rozciągłości, od brzegu przyśrodkowego do ogona Spence’a (biegnącego w stronę pachy). U pacjentek z implantami piersi trudniej jest uwidocznić powierzchnię naturalnej tkanki. Najlepszy dostęp uzyskuje się za pomocą projekcji Eklunda (z „odciągniętym” implantem).
W przypadku zaistnienia nieprawidłowości można stwierdzić:
- patologiczne przejaśnienia lub cienie różnego kształtu i wielkości (okrągłe, z postrzępionymi brzegami, z gwiaździstymi wypustkami)
- mikrozwapnienia, w formie układów jasnych punktów („spikularne” lub liniowe z rozgałęzieniami)
- poszerzenie żył, miażdżycę tętnic
- wciągnięcie brodawki sutkowej oraz inne zniekształcenia strukturalne
- powiększenie węzłów chłonnych

Nie każdy rodzaj nowotworu można równie łatwo zobrazować metodą mammografii. Zdecydowaną większość stanowią raki przewodowe, gdy tymczasem (rzadsza) odmiana zrazikowa pozostaje nadal trudna do identyfikacji.

### Standaryzowane skale ocen

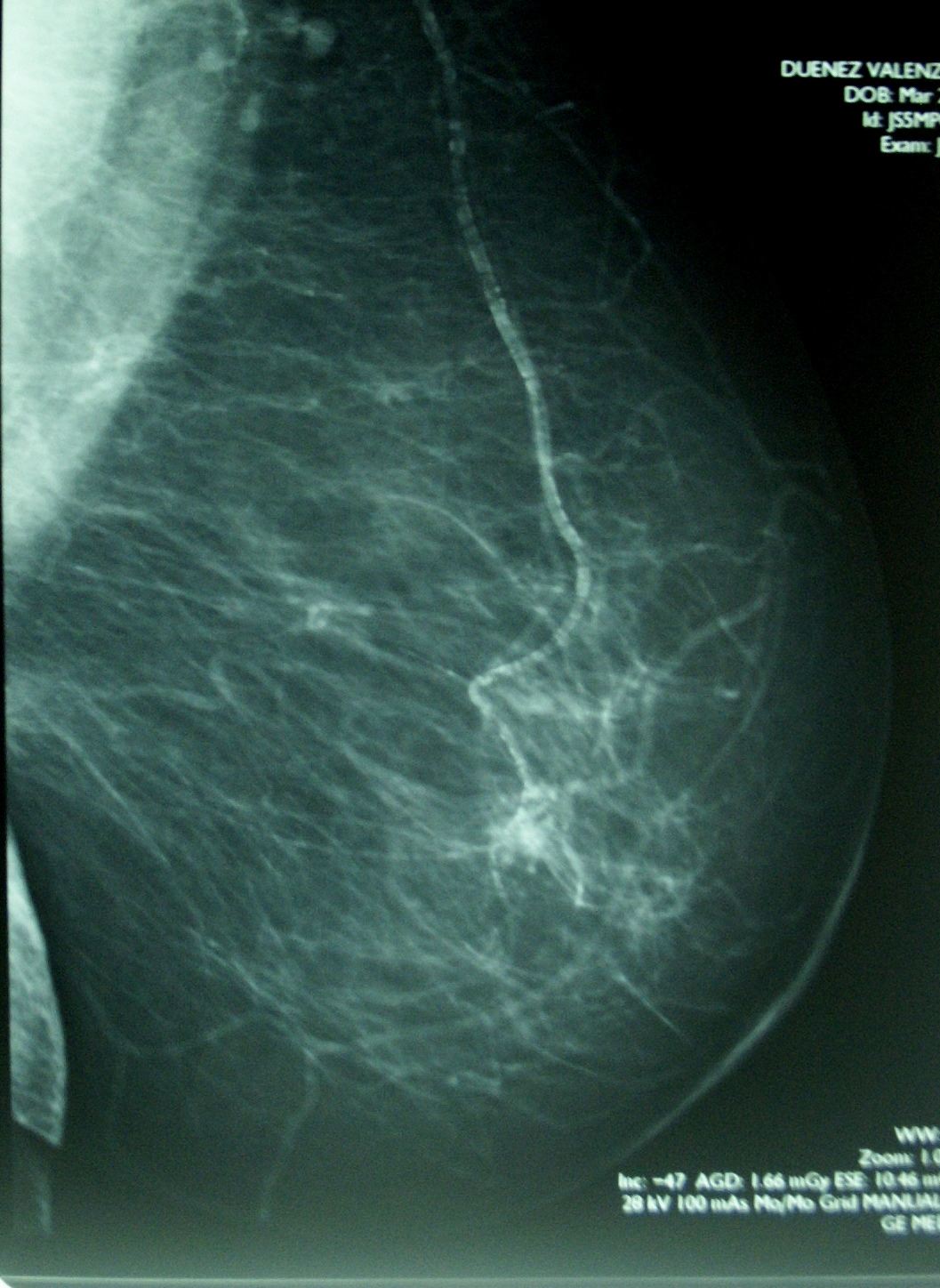
Zmiana stopnia IV w skali BI-RADS

Standaryzowane skale ocen używane są w celu uzyskania jednoznacznej oceny złośliwości zmian. Dzięki nim można porównać dane napływające z różnych ośrodków diagnostycznych. Przyjęcie uniwersalnego „języka” umożliwia łatwą komunikację między specjalistami z różnych dziedzin (radiolog, ekipa chirurgiczna, onkolodzy) oraz opracowanie stabilnego algorytmu postępowania.
Najczęściej używa się amerykańskiego systemu BI-RADS. Określa on stopień złośliwości zmian w skali cyfrowej (0: wynik niejednoznaczny, 1: wynik negatywny itd. aż do 6: wynik pozytywny, potwierdzony hist-pat.). Cenną informacją jest też ocena „gęstości piersi”, parametr rzutujący na czułość mammografii (A: wyłącznie tkanka tłuszczowa, dobra czułość badania; D: pierś „gęsta” z dużą zawartością tkanki gruczołowej oraz włóknistej, czułość niedostateczna). W podobny sposób można definiować wyniki badania ultrasonograficznego piersi, MRI itp.
Na terenie Wielkiej Brytanii obowiązuje system opisu RCRBG, opierający się na podobnych założeniach. Różni się on mniejszą liczbą dostępnych kategorii, gdyż wszystkie zmiany o pośrednim stopniu złośliwości są zaklasyfikowane łącznie. Ma to przeciwdziałać wątpliwościom towarzyszącym stawianiu rozpoznania oraz obawom pacjentek o swój stan zdrowia.

### Rozpoznanie wspomagane komputerowo
Wraz z postępującą digitalizacją badań radiologicznych (skanowanie negatywów, detektory cyfrowe) wzrosła szansa na opracowanie wydajnych aplikacji wykrywających zmiany nowotworowe. Na chwilę obecną takie rozpoznanie wspomagane komputerowo (ang. computer-aided detection, CAD) nie jest metodą całkowicie wiarygodną, ale rozwój algorytmów odbywa się niezwykle dynamicznie. Według niektórych potrafią one już w tej chwili zastąpić konsultację z drugim radiologiem, ale często większa czułość odbywa się kosztem wzrostu ilości rozpoznań fałszywie pozytywnych

## Zasadność screeningu mammograficznego
Mammografia jest uważana za bezpieczną i efektywną metodę wykrywania raka piersi. Powstaje zatem pytanie o jej użyteczność jako ogólnie dostępnego badania przesiewowego, mającego z definicji zmniejszyć umieralność z powodu danej choroby w populacji. Zdecydowana większość specjalistów z dziedziny radiologii oraz onkologii uważa, że screening mammograficzny niesie za sobą duże korzyści dla społeczeństwa, redukując ryzyko śmierci na raka piersi o 15–30%. Krytycy badania podkreślają natomiast, że jego zasadność należy rozpatrywać w szerszej perspektywie – np. spadku umieralności całkowitej, którego nie stwierdzono. Do czasu opracowania skutecznych metod diagnostycznych, priorytety badawcze powinny obejmować lepsze zrozumienie i wykorzystanie w praktyce klinicznej wiedzy o niekorzystnych skutków screeningu mammograficznego i sposobów identyfikacji osób największego ryzyka.

### Specyfika rozwoju choroby

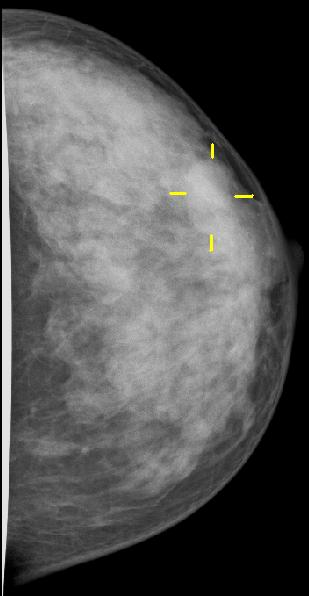
Mammografia – rak sutka w stopniu zaawansowania T1b

Sens screeningu mammograficznego wynika z założenia, że wykrycie raka piersi we wczesnym stadium zwiększa szansę na wyleczenie: pozwala zastosować mniej inwazyjne metody terapeutyczne, zapobiegać powstawaniu przerzutów itp. co wiąże się z przedłużeniem życia chorych. Dotychczasowe doświadczenie w walce z tą chorobą wskazuje, że:
- nieleczony nowotwór złośliwy zawsze prowadzi do śmierci[77]
- prawdopodobieństwo długotrwałej remisji zmniejsza się ze wzrostem guza[78]
- ryzyko przerzutów rośnie wraz z rozwojem choroby, pociągając za sobą potrzebę agresywnego leczenia ogólnoustrojowego (chemioterapia, hormonoterapia)[79]
- obecnie nie ma skutecznych sposobów prewencji pierwotnej (tj. uniknięcia samego zachorowania) raka piersi dla kobiet o przeciętnym ryzyku[73][80]

Rak piersi to choroba występująca powszechnie. Jest najczęstszym nowotworem złośliwym u kobiet i główną przyczyną zgonu z przyczyn onkologicznych u tej płci po 35. roku życia. Teoretycznie w ciągu 95 lat życia szansa na zachorowanie wynosi 1:6; w rzeczywistości prawdopodobieństwo jest niższe i w Polsce kształtuje się na poziomie 1:16. Co roku w Polsce stwierdza się ponad 13.000 nowych przypadków i liczba ta wzrasta; umieralność z tego powodu jest jednak stała (ok. 5.000 rocznie), co może świadczyć o efektywności leczenia. W USA współczynniki te kształtują się na poziomie: 192.000 nowych przypadków + 62.000 nowotworów in situ, umieralność 40.000/rok (dane za 2009 r.). W większości krajów zachodnich wskaźnik umieralności systematycznie maleje.

### Rola mammografii w procesie diagnostycznym
Na mammografię kobiety zgłaszają się dobrowolnie, w ramach badań przesiewowych lub są kierowane przez lekarza pierwszego kontaktu po zaobserwowaniu niepokojących objawów klinicznych. Pełne rozpoznanie nowotworów piersi przebiega trójstopniowo i zawiera:
- palpacyjne badanie piersi przez lekarza prowadzącego (ang. clinical breast examination, CBE)
- badania radiologiczne (mammografia, dla kobiet z grupy ryzyka czasem MRI): przeglądowe oraz diagnostyczne (celowane na podejrzany obszar)
- biopsję zmiany, zwykle gruboigłową lub aparatem VAC (mammotomiczną)

Wszystkie trzy procedury są niezbędne, gdyż nie istnieje pojedyncze badanie umożliwiające wykluczenie choroby ze 100% pewnością. Dodatkowo wyłącznie badanie histopatologiczne (preparatu z biopsji albo usuniętego chirurgicznie guza) jest w stanie orzec o obecności nowotworu; inne metody sygnalizują tylko taką możliwość.

### Wymogi screeningu
Aby badanie przesiewowe odniosło dostrzegalny efekt populacyjny, musi objąć odpowiednio dużą grupę osób narażonych na rozwój choroby. Większość amerykańskich towarzystw naukowych zaleca powtarzać badanie skryningowe co rok. W Europie (w tym w Polsce) badania profilaktyczne wykonuje się bezpłatnie raz na 2 lata. Aby screening mammograficzny był efektywny, odsetek osób biorących udział w badaniu musi wynosić >75%. Im częściej i bardziej regularnie są robione badania, tym trudniej przeoczyć ognisko raka (docelowa wykrywalność: 90%), a nowotwory znajdują się we wcześniejszym stadium (odsetek guzów <15mm docelowo stanowi >50%).
Niestety, bardzo ciężko uzyskać takie współczynniki w praktyce. Zarówno w Polsce, jak i na świecie niewiele kobiet stosuje się do obowiązujących zaleceń medycznych. Około 40% zapraszanych Polek deklaruje udział w badaniu, ale w praktyce korzysta mniej niż 25%. Między innymi z tego względu rozważa się wprowadzenie ustawowego obowiązku wykonywania badań przesiewowych u osób czynnych zawodowo. Podobne komunikaty napływają z Ameryki.
Koszt badania mammograficznego jest znaczny (50–70zł). Rzeczywiste koszty prewencji są zdecydowanie wyższe, jeżeli uwzględnić dalsze procedury, które mają za zadanie wykluczyć ze zbioru przypadków wątpliwych rozpoznania fałszywie pozytywne; w takiej sytuacji screening pozostał ekonomicznie opłacalny, sugeruje się dostosowanie jego częstotliwości do potrzeb konkretnej pacjentki.

### Skuteczność diagnostyczna mammografii

Skuteczność diagnostyczna mammografii

Jakość zdjęcia mammograficznego zależy przede wszystkim od wzajemnej proporcji tkanki gruczołowo-włóknistej oraz tłuszczowej. Zrąb z włókien tkanki łącznej, dominujący u młodszych kobiet, szczególnie nie będącymi do tej pory w ciąży, jest radiologicznie nieprzejrzysty (tzw. piersi „gęste”, co generalnie odpowiada „jędrności” w potocznym rozumieniu). Tkanka tłuszczowa zaś bardzo dobrze przepuszcza promieniowanie rentgenowskie, stanowiąc wyraźny kontrast dla pozostałych struktur. Z wiekiem utkanie gruczołowe zanika; u kobiet po menopauzie wyższe jest również ryzyko rozwoju nowotworu. Z tych względów badanie mammograficzne jest adresowane głównie do osób starszych.
Dwa najpopularniejsze wskaźniki dokumentujące efektywność metod diagnostycznych to czułość i swoistość. Czułość jest zdolnością testu do wykrywania choroby. Im wyższa, tym mniej wyników fałszywie ujemnych (osób chorych uznanych błędnie za zdrowe) – z tego względu w onkologii jest to cecha szczególnej ważna. Swoistość polega na zdolności wykrywania osób zdrowych; niska swoistość przejawia się znaczną liczbą rozpoznań fałszywie dodatnich – w rozważanym przypadku niesie za sobą konieczność wykonania dodatkowej diagnostyki, lecz nie stanowi bezpośredniego zagrożenia dla zdrowia pacjentek.
Czułość mammogafii rośnie wraz z wiekiem oraz jest wyższa u osób z piersiami przejrzystymi radiologicznie (patrz tabela). W zastawieniach wyodrębnia się w również kobiety stosujące hormonalną terapię zastępczą (wpływa na procesy fizjologiczne starzejących się kobiet, m.in. zwiększając ryzyko raka piersi).
Tabela 1. Skuteczność badań mammograficznych według amerykańskich rejestrów Breast Cancer Surveillance Consortium.
| Zmienna         | Liczba badań | Ilość ca w hist-pat | Skoryg. ilość nowotworów na 1000 badań | Skoryg. ilość PP | Skoryg. ilość FN | Czułość % | Swoistość % |
| --------------- | ------------ | ------------------- | -------------------------------------- | ---------------- | ---------------- | --------- | ----------- |
| Wszyscy         | 463672       | 2223                | 4,8                                    | 3,6              | 1,2              | 75,0      | 92,3        |
| 40–44           | 51729        | 125                 | 2,0                                    | 1,4              | 0,6              | 65,6      | 90,9        |
| 45–49           | 71385        | 218                 | 2,7                                    | 2,0              | 0,8              | 69,7      | 90,7        |
| 50–54           | 80939        | 328                 | 3,9                                    | 2,9              | 1,0              | 72,9      | 91,6        |
| 55–59           | 67563        | 325                 | 4,8                                    | 3,6              | 1,2              | 73,8      | 92,3        |
| 60–69           | 104921       | 611                 | 5,9                                    | 4,2              | 1,7              | 73,3      | 93,0        |
| 70–79           | 70405        | 501                 | 7,1                                    | 5,7              | 1,4              | 81,4      | 94,1        |
| 80–89           | 16730        | 115                 | 7,3                                    | 5,9              | 1,5              | 86,1      | 94,3        |
| Gęstość "A"     | 42237        | 110                 | 2,2                                    | 1,9              | 0,2              | 88,2      | 96,5        |
| Gęstość "B"     | 218129       | 975                 | 4,2                                    | 3,5              | 0,8              | 82,1      | 93,0        |
| Gęstość "C"     | 167003       | 945                 | 5,8                                    | 4,1              | 1,8              | 68,9      | 90,8        |
| Gęstość "D"     | 36303        | 193                 | 6,1                                    | 3,9              | 2,2              | 62,2      | 89,9        |
| Stosuje HRT     | 168635       | 1319                | 4,7                                    | 3,5              | 1,3              | 76,6      | 92,6        |
| Nie stosuje HRT | 29537        | 904                 | 4,6                                    | 3,5              | 1,1              | 72,7      | 91,7        |

Dane z 463 372 badań obejmujących 329 495 kobiet. Ca = nowotwór złośliwy; przypadek PP = prawdziwie pozytywny; przypadek FN = fałszywie negatywny; HRT = hormonalna terapia zastępcza.
Osobne badania analizowały m.in. zgodność opisu zmian wśród radiologów oraz wykrywalność nawrotów u kobiet z rakiem piersi przebytym w przeszłości.

### Próby kliniczne
Aby zweryfikować zasadność prowadzenia przesiewowych badań mammograficznych zorganizowano kilka dużych prób klinicznych z randomizacją (ang. randomized controlled trial, RCT), obejmujących swoim zasięgiem łącznie 600 000 kobiet. Tak duża liczba uczestniczek była potrzebna do wiarygodnego udokumentowania zjawiska (rozwój raka piersi), które w ciągu kilku lat obserwacji dotknęło stosunkowo niewiele osób. Ich wyniki stanowią obecnie podstawę toczonych dyskusji: nad sensem wykonywania badania przesiewowego (screeningu) oraz nad zakresem docelowej grupy pacjentek, które odniosłyby z niego największą korzyść.
Doświadczenie pokazuje, że na osiągnięty rezultat znaczny wpływ ma stopień przestrzegania kryteriów badania klinicznego. Składa się na nie m.in. celność postawionego pytania, prawidłowa randomizacja chorych, analiza wyników w grupach zgodnych z zaplanowanym leczeniem, opublikowanie wszystkich uzyskanych rezultatów itp. Ignorowanie powyższych zaleceń, postulowanych w ramach koncepcji medycyny opartej na faktach (ang. evidence-based medicine, EBM) niesie za sobą ryzyko wypaczenia (ang. bias a. systematic error) obserwowanego efektu. Uwzględnienie wyników takich dochodzeń w zarządzaniu służbą zdrowia utrudnia zaś fakt, że ogromna większość personelu medycznego nie potrafi należycie ich zinterpretować.
Szczegółowa analiza poszczególnych dochodzeń wykracza poza ramy tego artykułu. W tabeli poniżej przedstawiono tylko zwięzłe podsumowanie osiągniętych rezultatów. Osoby zainteresowane szczegółami powinny zapoznać się z przeglądami systematycznymi Cochrane Collaboration oraz przejrzeć podsumowania dostępne w prasie naukowej. Problem screeningu szczegółowo omawia też D. Dershaw w Cancer: Principles & Practice oraz D. Kopans (zdeklarowany zwolennik mammografii) w Breast Cancer: Multidisciplinary Approach.
Tabela 2. Rezultaty randomizowanych prób klinicznych dot. skuteczności mammografii w populacji o przeciętnym ryzyku raka piersi.
| rok   | próba                            | wiek  | randomizacja   | screening po 7 latach | kontrolna po 7 latach | RR po 7. | min  | max  | screening po 13 latach | kontrolna po 13 latach | RR po 13. | min  | max  |
| ----- | -------------------------------- | ----- | -------------- | --------------------- | --------------------- | -------- | ---- | ---- | ---------------------- | ---------------------- | --------- | ---- | ---- |
| 1963  | HIP                              | 40–64 | suboptymalna   | 81/31000              | 124/31000             | 0,65     | 0,49 | 0,86 | 218/31000              | 262/31000              | 0,83      | 0,7  | 1    |
| 1976  | Malmo I                          | 45–69 | optymalna      | 63/21088              | 66/21195              | 0,96     | 0,68 | 1,35 | 87/20695               | 108/20783              | 0,81      | 0,61 | 1,07 |
| 1978  | Malmo II                         | 43–49 | suboptymalna   | 29/9581               | 33/8212               | 0,75     | 0,46 | 1,24 | –                      | –                      | –         | –    | –    |
| 1977  | Swedish Two-County: Kopparberg   | 40–74 | suboptymalna   | 71/39051              | 52/18846              | 0,66     | 0,46 | 0,94 | 126/38589              | 104/18582              | 0,58      | 0,45 | 0,76 |
| 1978  | Swedish Two-County: Ostergotland | 40–74 | suboptymalna   | 53/39034              | 67/37936              | 0,77     | 0,54 | 1,1  | 135/38491              | 173/37403              | 0,76      | 0,61 | 0,95 |
| 1979  | Edinburgh                        | 45–64 | niedostateczna | 68/23226              | 76/21904              | 0,84     | 0,61 | 1,17 | 176/28628              | 187/26015              | 0,86      | 0,7  | 1,05 |
| 1980a | Canada NBSS 1                    | 40–49 | optymalna      | 38/25214              | 28/25216              | 1,36     | 0,83 | 2,21 | 105/25214              | 108/25216              | 0,97      | 0,74 | 1,27 |
| 1980b | Canada NBSS 2                    | 50–59 | optymalna      | 38/19711              | 39/19694              | 0,97     | 0,62 | 1,52 | 107/19711              | 105/19694              | 1,02      | 0,78 | 1,33 |
| 1981  | Stockholm                        | 40–64 | suboptymalna   | 53/38525              | 40/20651              | 0,71     | 0,47 | 1,07 | 66/40318               | 45/19943               | 0,73      | 0,5  | 1,06 |
| 1982a | Gothenborg                       | 39–49 | suboptymalna   | 6/10821               | 10/13101              | 0,73     | 0,26 | 2    | 88/21650               | 162/29961              | 0,75      | 0,58 | 0,97 |
| 1982b | Gothenborg                       | 50–59 | suboptymalna   | 21/9903               | 37/15708              | 0,9      | 0,53 | 1,54 | *                      | *                      | *         | *    | *    |
| 1991  | UK Age Trial                     | 39–41 | optymalna      | 105/53884             | 251/106956            | 0,83     | 0,66 | 1,04 | 105/53884              | 251/106956             | 0,83      | 0,66 | 1,04 |

Opracowano na podstawie analizy Cochrane Collaboration z 2009 r. Dane pokazują częstość zgonów na raka stwierdzoną w badanych podgrupach. Rok=rok rozpoczęcia rekrutacji. RR=ryzyko względne (ang. relative risk) wraz z 95% przedziałem ufności (kolumny: min, max). Wyróżniono nazwy prób uznanych za najbardziej poprawne merytorycznie według Cochrane Collaboration oraz wszystkie wyniki statystycznie istotne.
Sposób interpretacji wyników nadal wywołuje wiele kontrowersji. Zwolennicy mammografii kwestionowali np. rzetelność badań kanadyjskich; dochodzenie w tej sprawie nie wykazało znamion fałszerstwa. Argumentują też, że wszystkie próby miały miejsce stosunkowo dawno, więc procedura badania odbiegała częściowo od bieżących standardów. Kobiety z grup kontrolnych mogły zdjęcia mammograficzne robić odpłatnie z własnej inicjatywy, zmniejszając końcową różnicę. Z wyjątkiem badania NBSS I część kobiet nie stosowała się do uzgodnionych terminów wizyt. Różnice w wieku uczestniczek oraz wahania odstępów czasu między prześwietleniami również mogą zaciemniać całość obrazu.
Badacze sceptycznie nastawieni do mammografii odpowiadają, że wiele niedociągnięć technicznych zgłaszanych w czasie prób wyolbrzymia znowu obserwowane korzyści. Niedostateczna randomizacja mogła przyczyniać się do nierównego przydziału pewnych grup społecznych chorych do badanych kohort. Przykładowo w Edynburgu grupę poddaną screeningowi stanowiły w większości osoby bardziej zamożne, o mniejszym łącznym ryzyku raka piersi. Same liczby chorych uwzględnionych w statystykach czasem nie zgadzały się ze sobą, a przed włączeniem do próby kobiety badano na obecność już istniejących nowotworów z różną dokładnością. Niejednokrotnie podkreślano braki w dokumentacji. Największe wątpliwości budzi sposób określania przyczyny zgonu przez patologa. Sekcje zmarłych odbywały się z różną częstotliwością; lekarze mogli tendencyjnie uznać, że śmierć kobiety nastąpiła w wyniku powikłań pozabiegowych, a nie z powodu choroby pierwotnej. Więcej interwencji chirurgicznych wykonywano w grupach poddanych screeningowi, co niespecyficznie zmniejszało tam umieralność na raka.
Należy również wziąć pod uwagę, które rezultaty badań są najbardziej istotne z punktu widzenia pacjentek. Umieralnością na konkretną jednostkę chorobową interesują się głównie epidemiolodzy. Kobiety zwracają raczej uwagę na zwiększenie łącznej długości życia oraz poprawę jego jakości. Tymczasem żadne z badań nie wykazało spadku sumarycznej umieralności z powodu chorób nowotworowych. Praktycznie nie odnotowano też spadku umieralności całkowitej po 7 lub 13 latach obserwacji.

### Niekorzystne skutki mammografii

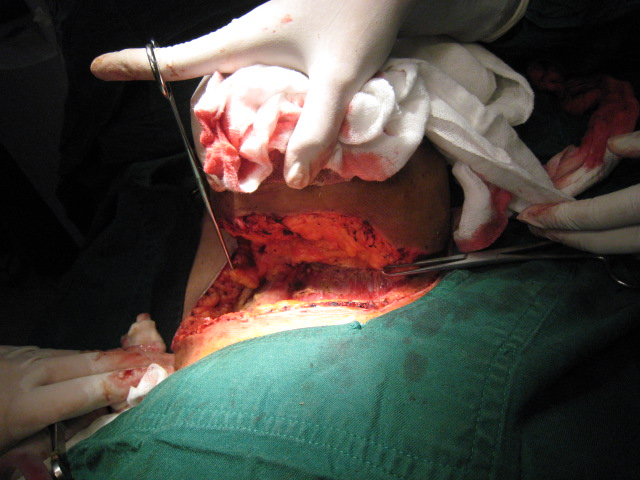
Pacjentki wykonujące cyklicznie mammografię częściej podlegają zabiegom inwazyjnym (na zdjęciu: zmod. radykalna mastektomia).

Każde badanie przesiewowe ma z możliwie dużą czułością wykrywać przypadki wystąpienia nowotworu u danej grupy ryzyka. Celem nadrzędnym takiego postępowania pozostaje obniżenie umieralności z powodu konkretnego schorzenia. Wzmożona czujność onkologiczna wiąże się nieuchronnie ze stosunkowo wysoką liczbą wyników fałszywie pozytywnych. W dodatku większość raków wykrytych screeningiem to odmiany wolno rosnące, stosunkowo mało inwazyjne; część mogłaby nigdy nie dać objawów klinicznych. Formy agresywne częściej pojawiają się w postaci raków interwałowych (ang. interval cancers), rozwijających się między kolejnymi wizytami.
Liczba rozpoznań raka po wprowadzeniu screeningu faktycznie wzrasta o 40–60%, opierając się na danych obserwacyjnych m.in. z Australii, Szwecji, UK czy USA. Uwzględnienie w statystykach zmian przedinwazyjnych, tj. raka wewnątrzprzewodowego (ang. ductal carcinoma in situ, DCIS) dalej podwyższa osiągnięty wynik. Niezamierzoną konsekwencją jest większa ilość zabiegów operacyjnych u kobiet korzystających z mammografii – wbrew powszechnemu przekonaniu praktykujących lekarzy. Wśród nich jeszcze niedawno znaczny odsetek stanowiły mastektomie, choć aktualnie dominują mniej inwazyjne sposoby leczenia. Również częstość radioterapii bywała wyższa w tej grupie pacjentek. W wypadku chemioterapii różnica jest nieistotna, gdy tymczasem zapotrzebowanie na hormonoterapię okazuje się mniejsze u kobiet poddawanych screeningowi.
Kobiety wykonujące regularnie mammografię powinny mieć świadomość, że szansa skierowania na dalszą diagnostykę (wynik fałszywie pozytywny) w perspektywie najbliższych 10 lat jest u nich bardzo duża. Dla większości takie postępowanie skończy się zaledwie wykonaniem dodatkowego zdjęcia RTG, jednak sama niepewność okazuje się często źródłem dużego stresu. Niekiedy podnosi się również argument, że badanie może być bolesne, co zniechęca do kolejnych wizyt. Dotychczas nie wymyślono skutecznego sposobu zmniejszenia odczuwanego dyskomfortu.
Skuteczność mammografii jest ograniczona. Osoby, które otrzymały przez to wynik fałszywie ujemny mogą ignorować dalsze symptomy rozwoju choroby. Aby uniknąć takiej ewentualności kontrole lekarskie należy przeprowadzać regularnie.
Odmienną hipotezę na temat szkodliwości prześwietlania promieniami rentgenowskimi piersi postawił w 1976 r. John C. Bailar. Przypomniał on, że promienie X są znanym czynnikiem rakotwórczym. Stosowanie ich w ramach mammografii w pewnym stopniu naraża więc wtórnie pacjentki na rozwój nowotworów. Wnioski te wyciągnięto już wcześniej na podstawie długoletniej obserwacji ofiar bomb atomowych w Japonii oraz kobiet leczonych za pomocą radioterapii w młodości (m.in. na ziarnicę złośliwą i skoliozę). Zarzuty Bailara zostały mocno nagłośnione przez media, co przyczyniło się do przeprowadzenia szczegółowych analiz epidemiologicznych oraz dalszych badań nad patofizjologią samej choroby. Badacze doszli do wniosku, że piersi u dojrzałych kobiet są zdecydowanie bardziej odporne na promieniowanie niż u nastolatek i młodych dorosłych. Wynikałoby to z zatrzymania rozwoju narządu i (prawdopodobnie) zmniejszenia ilości komórek macierzystych w tkance gruczołowej. Wedle nowszych doniesień, stosunek nowotworów wykrytych dzięki temu badaniu do wywołanych przez nie wynosi około 50:1. Samego ryzyka całkowicie nie da się usunąć – według jednego z nowszych badań przekłada się ono na 86 przypadków raka, prowadzących do 11 zgonów na każde 100.000 kobiet wykonujących regularnie mammografię od 40. roku życia. Pomimo podobnych powikłań mammografia nadal ma opinię najbezpieczniejszego badania radiologicznego dla kobiet, a korzyści prawdopodobnie przeważają w każdej grupie wiekowej objętej programem.

### Zagadnienie korzyści populacyjnych
Przedmiotem dyskusji pozostaje również kwestia wpływu, jaki przesiewowe badania mammograficzne wywarły dotąd na objęte nimi populacje. Oczekiwanym rezultatem byłoby zmniejszenie umieralności z powodu raka piersi; taki trend rzeczywiście jest obserwowany w wielu krajach Zachodu. W Polsce na przestrzeni ostatnich lat nastąpił duży wzrost liczby wykrywanych przypadków, jednak przy stałym poziomie umieralności. Żadne komunikaty natomiast nie wskazują, że wprowadzenie mammografii wiązałoby się kiedykolwiek ze zwiększeniem się liczby odnotowanych zgonów. Na podstawie 5. letniej obserwacji obejmującej 44 925 kobiet stwierdzono, że coroczne badania mammograficzne nie spowodowały obniżenia umieralności z powodu raka sutka.
Nie jest oczywiste, w jakim stopniu efekt ten jest spowodowany screeningiem onkologicznym, gdyż równolegle nastąpił doniosły rozwój metod leczenia nowotworów. Niektórzy uważają jego wpływ za zaniedbywalny. Najnowsze dane z Norwegii sugerują, że odpowiada on za 1/3 obserwowanej tendencji. Jest dość prawdopodobne, że pełne korzyści ze działań prewencyjnych ujawniają się dopiero w długiej perspektywie czasowej (interwał min. 10 lat).
Należy pamiętać, że wprowadzenie mammografii wywarło wpływ również na inne aspekty dotyczące diagnostyki i leczenia chorób piersi. O zwiększeniu ilości wykonywanych biopsji narządu wspomniano już wyżej. Wybór artykułów poświęconym rozwojowi małoinwazyjnych technik pobierania wycinków tkankowych zamieszczono w haśle dotyczącym biopsji piersi. Następną konsekwencją był wzrost odsetka wykrywanych nowotworów in situ (głównie wewnątrzprzewodowych). Prawdopodobnie ponad połowa z tych zmian nigdy nie ulega transformacji w raka inwazyjnego, jednak brak wystarczającej wiedzy na ten temat nakazuje usunięcie wszystkich stwierdzonych ognisk. Jeszcze niedawno wiązało się to z odjęciem całej piersi; obecnie przeważają techniki częściowej resekcji. Pacjentki zwykle pozostają nieświadome niepewnego charakteru tej patologii.

## Obowiązujące zalecenia
Aktualnie panuje zgoda, że mammografia powinna przysługiwać kobietom między 50. a 70. rokiem życia. Wszystkie ważne panele eksperckie ze Stanów Zjednoczonych zalecają wykonywanie w tym okresie badania przesiewowych co rok lub dwa lata: ACS, ACR, ACOG, USPSTF. Podobną opinię wyraża dyrektywa Unii Europejskiej, obowiązująca także w Polsce. Dyskusyjne jest wprowadzanie mammografii przed tym okresem. Amerykański National Cancer Institute wskazuje, że korzyści z takiego badania kobiet w wieku 40–49 są niepewne, a poniżej 40 lat nie ma ich w ogóle. American College of Radiology sugeruje rozpoczęcie badań (w grupie kobiet o przeciętnym ryzyku) od 40. roku życia, gdy tymczasem American College of Physicians oraz U.S. Preventive Services Task Force stwierdziły, że takie działania nie są uzasadnione.
Korzyści ze screeningu nie pojawiają się skokowo po przekroczeniu pewnego progu wiekowego.
- Wzrost łącznej życiowej dawki promieniowania, zwiększenie nakładów finansowych, mniejsza czułość diagnostyczna (młodsze piersi są mniej przejrzyste radiologicznie) oraz rzadsze występowanie choroby w tym okresie przemawia przeciw wcześniejszemu rozpoczynaniu badań[170][171] (porównaj: uzasadnienia obowiązujących wytycznych).
- Po 70. roku życia badanie jest mniej opłacalne ekonomicznie[172]. Zachowuje swój sens, jeżeli oczekiwana długość życia przekracza 5 lat[173]. W tym wieku zdecydowanie większe zagrożenie dla zdrowia niosą za sobą choroby współwystępujące[174], a główną przyczyną śmierci stają się schorzenia układu krwionośnego[175].

Osoby ze zwiększonym ryzykiem rozwoju raka piersi (formy występujące rodzinnie, znane mutacje genetyczne, wcześniejsza radioterapia) obowiązują odmienne zalecenia.
Tabela 3. Badania piersi u kobiet z grupy ryzyka: czułość/swoistość najważniejszych technik diagnostycznych
| Badanie | Odsetek nowotworów w % | Mammografia | Ultrasonografia | Rezonans magnetyczny |
| ------- | ---------------------- | ----------- | --------------- | -------------------- |
| Kriege  | 50                     | 33/95       | (–)             | 80/90                |
| Warner  | 22                     | 36/100      | 33/96           | 77/95                |
| Leach   | 35                     | 40/93       | (–)             | 77/81                |
| Kuhl    | 43                     | 33/97       | 40/91           | 91/97                |
| Lehman  | 4                      | 25/98       | (–)             | 100/95               |

## Alternatywy dla mammografii

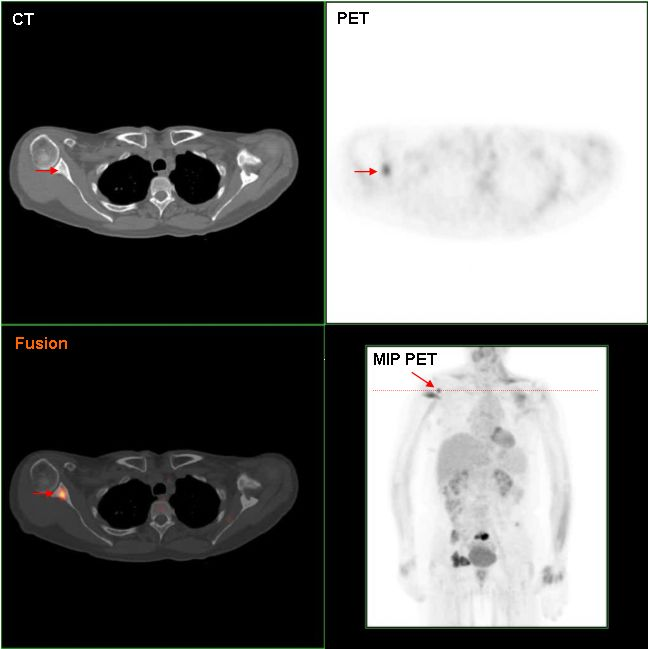
Przerzuty raka piersi w badaniu PET

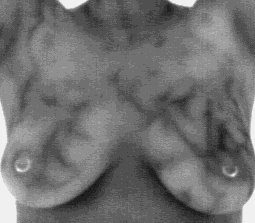
Piersi kobiety widziane w podczerwieni (termografia)

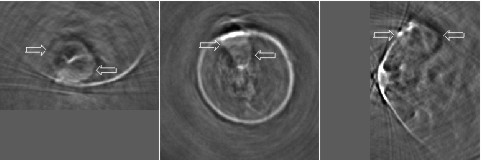
Obrazowanie termoakustyczne guza piersi

Obecnie trwa intensywny rozwój technik obrazowania piersi, mających zrekompensować niedostatki badania mammograficznego. Niemniej jednak żadne z nich nie jest obecnie wykorzystywane w skali całej populacji z powodów: a) mniejszej czułości diagnostycznej b) bezpośredniego szkodliwego wpływu na zdrowie c) znacznie większych kosztów. Poniżej przedstawiono niektóre z propozycji:
- Mające zastosowanie w praktyce klinicznej:
  - Palpacyjne badanie piersi (ang. breast self-egzamination, BSE oraz clinician breast egzamination, CBE): tania, łatwo dostępna, szeroko akceptowana technika diagnostyczna. Czasem rekomendowana jako sposób na zwiększenie świadomości kobiet wobec przyszłych zagrożeń[164]. Cechuje się jednak niską czułością[184]. BSE nie posiada żadnych udokumentowanych korzyści[185]; przyczynia się też do zwiększenia ilości badań inwazyjnych[186].
  - Rezonans magnetyczny (MRI): ma bardzo dużą czułość, co przekłada się jednak na zwiększoną ilość rozpoznań fałszywie dodatnich. Najlepsze dostępne narzędzie do monitorowania osób o zwiększonym ryzyku rozwoju choroby oraz do planowania obszaru resekcji chirurgicznej[177][187].
  - Ultrasonografia (sonomammografia): dobre narzędzie do różnicowania torbieli od guzów litych. Stosowana łącznie z oceną mammograficzną znacznie zwiększa czułość badania u osób młodych i pochodzących z grup ryzyka. Bardzo duży odsetek rozpoznań fałszywie dodatnich czyni procedurę nieefektywną ekonomicznie[188][189].
  - Duktografia (galaktografia): zdjęcie mammograficzne z kontrastem podanym do przewodów mlecznych. Obecnie rzadko stosowana, głównie przy wyjaśnianiu przyczyn patologicznego wycieku z brodawki sutkowej[190] – razem z płukaniem przewodów mlecznych (ang. ductal lavage)[191] oraz duktoskopią[192]. Ułatwia rozpoznanie brodawczaków wewnątrzprzewodowych.
- Techniki bez znaczenia praktycznego oraz eksperymentalne:
  - Kserografia: metoda o znaczeniu historycznym, na bazie której rozwinęła się mammografia. Zamiast kliszy fotograficznej używano w niej nośnika papierowego, podobnie jak w dzisiejszych kserokopiarkach[193].
  - Obrazowanie metodami nuklearnymi (scyntymammografia, Miraluma test): guzy nowotworowe pochłaniają zwiększone ilości promieniotwórczego izotopu technetu (sestamibi Tc-99), co można zobrazować zliczając zmiany lokalnej emisji promieniowania. Dość dobra czułość występuje tu przy niskej rozdzielczości obrazu; dawka promieniowania jest jednak większa niż przy mammografii[194][147].
  - Emisyjna tomografia pozytonowa (PET): budzi podobne zastrzeżenia jak techniki nuklearne[194].
  - Tomosynteza, tomografia ograniczonego kąta (ang. Digital Breast Tomosynthesis, DBT): szereg rozwiązań wykorzystujących możliwości mammografii cyfrowej, które mają przyczynić się do zwiększenia jej rozdzielczości. Generowany obraz 3D pozwala łatwiej odróżnić struktury anatomiczne od zmian patologicznych; oczekuje na rejestracje przez FDA[194][195].
  - Termografia (DITI): wykrywa różnice w emisji promieniowania podczerwonego (fale cieplne), występujące na skutek różnic w metabolizmie i unaczynieniu okolicy guza. Nadal rozwijana[196], dotychczas nie uzyskała rekomendacji FDA[197] z powodu dość niskiej czułości diagnostycznej[198][199].
  - Testy krwi: dotępne testy wykrywające antygeny, których poziom zwiększa się przy raku piersi (m.in. CEA, CA 15-3, CA 27-29) są mało specyficzne dla tej choroby i niezalecane do rutynowej diagnostyki (ew. monitorowaniu nawrotów)[200].
  - Transiluminacja: prześwietlanie piersi silnym światłem z zakresu widzialnego (np. za pomocą specjalnej latarki) umożliwia wykrywanie tylko dużych zmian litych[201].
  - Elastografia rezonansu magnetycznego (MRE) oraz ultrasonografii (ang. magnetic resonance elastography; ultrasound elastography) wykrywa zmiany konsystencji (dokładnie: modułu Younga) piersi dzięki różnicom w oscylacji w odpowiedzi na fale dźwiękowe o niskiej częstotliwości; obecnie w fazie badań[202][203].
  - Kolejne metody wykorzystujące promieniowanie z zakresu podczerwieni: Computed Tomography Laser Mammography (CTLM)[204] czy Diffuse Optical Imaging[205]; trwają testy laboratoryjne.